# Агафья Ростиславна
Агафья (Огафья) Ростиславна (родилась около 1151 — умерла, по разным версиям, после 1174/75 либо после 1180) — представительница русской княжеской династии Рюриковичей (ветвь Мономаховичей), дочь великого князя Киевского Ростислава Мстиславича и вторая жена новгород-северского князя Олега Святославича. Согласно одной из гипотез, носящей ненаучный характер, — автор «Слова о полку Игореве».

## Биография
Агафья Ростиславна принадлежала к династии Рюриковичей. Она была дочерью Ростислава Мстиславича — основателя смоленского княжеского дома, великого князя киевского в 1154—1167 годах (с перерывами), сына Мстислава Великого и внука Владимира Мономаха. Исходя из даты замужества, польский исследователь Дариуш Домбровский пишет об «усреднённой» дате рождения княжны — 1151 годе; предположительно Агафья была младше всех четырёх своих братьев и сестры, жены Всеслава Васильковича Витебского. В источниках упоминается только одна Рюриковна по имени Агафья, жившая до середины XII века, — дочь Владимира Мономаха. Возможно, Ростислав Мстиславич (племянник Агафьи Владимировны по отцу) именно в её честь назвал свою дочь.
Агафью выдали замуж за представителя ветви Ольговичей — новгород-северского князя Олега Святославича, для которого это был второй брак (первым браком он был женат на дочери Юрия Долгорукого). Она родила в 1167 году сына, князя рыльского Святослава Ольговича, получившего в крещении имя Борис. Исследователь Д. Донской пишет также о дочери Агафьи и Олега, но Домбровский уверен, что это ошибка.
В источниках Агафья упоминается только дважды, и в обоих случаях это Ипатьевская летопись. Первое упоминание относится к 6673 году от сотворения мира (1165 году от Рождества Христова), когда княжна вышла замуж: «…Ведена бысть Ростиславна Огафья за Олга за Святославича, мѣсяца июня въ 29 день». Второе упоминание связано с событиями 6676 года от сотворения мира, когда Агафья вместе с супругом встретилась со своим отцом в городе Чечерск в Черниговской земле. «Поиде Ростиславъ Новугороду… и приде Чичьрьску к зяти Олгови ту бо бѣ Олегъ ждалъ его с женою и поя Олегъ Ростислава на обѣдъ. и бысть радость велика въ тъ день межи ими… На оутрии же день възва Ростиславъ к собѣ Олга и дчерь и паче болшими дарми оучредивъ всихъ иде Смоленьску». Известно, что произошло это в конце мартовского года. Д. Домбровский датирует встречу в Чичерске февралём 1167 года, Л. Дмитриев — 1168 годом.
О дальнейшей судьбе Агафьи источники ничего не сообщают: неизвестна даже дата смерти. В связи с событиями 1174/75 года летописец называет сыновей Ростислава Мстиславича шурьями Олега Святославича, и это может означать, что на тот момент Агафья ещё была жива. По одной из версий она пережила своего мужа, умершего 18 января 1180 года. Последнее надёжное упоминание о единственном сыне княгини относится к 1185 году.
Племянник Олега Святославича Святослав Игоревич дал своей дочери (впоследствии жене Конрада Мазовецкого) имя Агафья. Возможно, он назвал её в честь тётки.

## Агафья и «Слово о полку Игореве»
В 1979 году историк-любитель Игорь Державец выдвинул предположение о том, что Агафья Ростиславна могла быть автором «Слова о полку Игореве», главный герой которого приходился ей деверем. Исходя из уверенности в том, что автор поэмы — член княжеской династии, Державец сначала исключил по одному всех князей, а потом допустил, что «Слово» могла написать женщина. Он увидел указание на Агафью в словах «Рекъ Боянъ и Ходына…». По мнению Л. Дмитриева, аргументация Державца явно ненаучна.